# تیمز اند هادسن
تیمز اند هادسن (انگلیسی: Thames & Hudson) ناشر انگلیسی کتاب‌های مصور در تمام دسته‌های خلاقانه بصری است که شامل، هنر، معماری، طراحی، عکاسی، مد، فیلم و هنرهای نمایشی می‌شود. این ناشر همچنین کتاب‌هایی در زمینهٔ باستان‌شناسی، تاریخ و فرهنگ عامه نیز منتشر می‌کند.